# 中島はるみ (女優)
中島 はるみ（なかじま はるみ、1959年10月3日 - ）は、日本の女優、モデル。本名は中山春美。埼玉県草加市出身。ベリーベリープロダクション所属。身長163cm、体重45kg。B80/W58/H84。妹は元歌手の中島めぐみ。

## 略歴
嘉悦女子高等学校 在学中に、銀座でスカウトされてグラビアモデルとして芸能界デビューした。
1980年2月、『11PM』水曜日のカバーガールとして出演した。
同年4月5日から1981年4月18日まで、TBS系の『Gメン'75』に吹雪杏子刑事役としてレギュラー出演し、女優としてもデビューした。 
知的で少し陰のある顔立ちとスリムなプロポーションで人気があった。
1989年に結婚して、芸能界から引退する。
実家の不動産業に専念するも、2012年頃に夫と死別する。
2013年から芸能界に復帰した。

## エピソード
1981年、シングルレコード「まぶしい男たちよ」（「紳士服のロベルト」CMソング）で歌手デビューした途端に、キリンレモンのCMで当時人気があった5歳年下のモデル中島はるみも歌手デビューした。
歌謡界で同姓同名のタレントが競い合うのは初めてのケースで、混乱を起こした。

## 出演

### テレビドラマ
- Gメン'75　第253話「白バイに乗った暗殺者たち」 - 第306話「サヨナラGメンの若き獅子たち!」(1980年4月5日 - 1981年4月18日、TBS / 東映)−吹雪杏子刑事
- ザ・サスペンス / 女子大生危険な帰り道 刑事ガモさん新登場!（1982年、TBS）
- 月曜ドラマランド / 結婚ゲーム（1985年、CX）
- あぶない刑事 第22話「動揺」（1987年、NTV / セントラルアーツ） - 菅沼かずえ
- あきれた刑事 第10話「正体暴露」（1987年、NTV / セントラルアーツ）
- 三代目はおニャン子お嬢様!?花吹雪893組（1986年3月17日、フジテレビ）
- 転校生!オレがあいつでアイツがおれで2（1986年4月21日、フジテレビ）
- 結婚ゲーム2（1986年6月30日、フジテレビ）
- セーラー服反逆同盟（1986年 - 1987年、NTV / ユニオン映画） - 真下豊子
- アナウンサーぷっつん物語（1987年、CX）
- ラジオびんびん物語　第2話「女ってコワイぜ!」（1987年8月10日、フジテレビ）
- 愛の劇場（TBS）
  - 誘惑（1987年） - 敏子 役
- ベイシティ刑事 第18話「子連れ刑事 ヨコハマ物語」（1988年、ANB / 東映） - 森口ようこ
- はぐれ刑事純情派 第1シリーズ 第10話「老人の夢をくう女」（1988年、ANB / 東映）
- 月曜・女のサスペンス文豪シリーズ「残された手首」（1988年、テレビ東京） - 倉島綾子
- さすらい刑事旅情編 第1シリーズ 第6話「元ドラフト選手と蔭の女」（1988年、ANB / 東映）
- 松本清張サスペンス / 年下の男（1988年、KTV）
- 妻と夫の危険な夏（1988年11月19日、TBS）
- 残された手首（1988年12月5日、テレビ東京）
- 南紀白浜振り子電車殺人事件（1989年4月18日、テレビ朝日）
- 火曜スーパーワイド / 西村京太郎トラベルミステリー 美人OL探偵と窓際刑事II（1989年、ANB）
- 土曜ワイド劇場 京都マネーゲーム殺人事件（1989年、ANB）
- 月曜ゴールデン 西村京太郎サスペンス 十津川警部シリーズ51 京都〜小浜殺人迷路〜八百比丘尼伝説の怪〜（2014年、TBS / テレパック） - 後藤久代
- 警視庁・捜査一課長 2020（2020年8月27日、テレビ朝日） - 筑紫珠江
- ドラマチック美術館　第2話「ストックレー・フリーズ～無限の縁～」 （2022年2月9日、NHKBS） - 母

### 映画
- 文学賞殺人事件 大いなる助走（1989年）

### CM
- 花王石鹸「ケープ」（妹・めぐみと共演）
- アデランス「イブフワト」

### その他
- 11PM 水曜日カバーガール（1980年、NTV）
- サムシングNOW（1981年 - 1982年、TBS）
- サントリービール広告モデル
- NHK紅白歌合戦 審査員（1980年、NHK）
- ビットワールド（2013年、NHK）

## 音楽

### シングル
| 発売日        | 規格      | 規格品番  | 面        | タイトル         | 作詞      | 作曲      | 編曲      |
| CBSソニー     | CBSソニー | CBSソニー | CBSソニー | CBSソニー        | CBSソニー | CBSソニー | CBSソニー |
| ------------- | --------- | --------- | --------- | ---------------- | --------- | --------- | --------- |
| 1981年4月21日 | EP        | 07SH-959  | A         | まぶしい男たちよ | 三浦徳子  | 筒美京平  | 萩田光雄  |
| 1981年4月21日 | EP        | 07SH-959  | B         | ナルシス         | 三浦徳子  | 筒美京平  | 萩田光雄  |
| 1981年9月21日 | EP        | 07SH-1078 | A         | 横向きのさよなら | 三浦徳子  | 筒美京平  | 若草恵    |
| 1981年9月21日 | EP        | 07SH-1078 | B         | 真紅             | 三浦徳子  | 筒美京平  | 若草恵    |

### アルバム

#### オムニバス・アルバム
- アクトレス・ミラクルバイブル　鶴間エリ・朝加真由美・熊谷美由紀・白坂紀子・中島はるみ（2015年1月14日、DYCL-556、Blu-spec CD2）-　CBSソニーで発表したシングル両面4曲を収録。